# Gaberje
Gaberje é uma vila localizada no município de Ajdovščina na Eslovênia. Possuía uma população estimada de 178 habitantes em 2020.